# ルビ・ローズ
ルビ・ローズ・ベントン（1997年10月2日生）は、ケンタッキー州レキシントン出身のアメリカ人のラッパー、ソングライター、モデル。彼女はミーゴスの2016年のシングル「Bad and Boujee」のミュージックビデオに初めて登場した。その後、彼女はレコーディングのキャリアを追求し、2018年にプレイボーイ・カルティの未発表曲「オン・トップ」に初出演した。 その後、数多くのシングルがリリースされ、Hitco レーベルからデビュー ミックステープ『For the Streets』 (2020) がリリースされた。冷淡な反応にもかかわらず、彼女はその年の初めにサブスクリプションサービスOnlyFansに参加し、モデルとしてのキャリアで幅広い成功を収めた 。ベントンはカーディ・Bとミーガン・ジー・スタリオンの2020年のシングル「WAP」のミュージックビデオにカメオ出演した。
2023年、ベントンはインタースコープ・レコード傘下のジョシュ・マーシャルのモーグル・ビジョンと契約し、シングル「フッド・ビッチ・エステティック」をリリースした。これは彼女の今後のデビュースタジオアルバムのリリースに先立って行われる。

## 幼少期
ルビ・ローズは1997年10月2日にレキシントンに生まれた。 彼女の母親のミナ・ゲブレルルはエリトリア出身で、父親のジョン・ベントンは黒人系日本人の弁護士である。 彼女にはスカーレットという名前の姉とコーラルという名前の妹がいる 。彼女はスイスのジュネーブに1年間住んでいた。高校3年生のときにジョージア州アトランタに引っ越した 。大学はジョージア州立大学で政治学を専攻。 プリンス、マイケル・ジャクソン、ビギー、マービン・ゲイ、チャカ・カーンを聴いて育った。 影響を受けた人物としては、ミーガン・ジー・スタリオン、カーディ・B、フューチャー、ニッキー・ミナージュ、フォクシー・ブラウンが挙げられる。

## 経歴
ベントンはミーゴスのシングル「Bad and Boujee」のミュージックビデオに出演して初めて注目を集めた。
2018年9月には、プレイボーイ・カルティの曲「オン・トップ」のリミックスで音楽キャリアをスタートさせた。 2019年にはシングル「ビッグマウス」でさらなる注目を集めた 。2019年、彼女はA&Rのクリス・ターナーによってLAリードのレコードレーベル、ヒットコ・エンターテイメントと契約した 。ローズは、2020年8月7日にリリースされたアメリカのラッパー、カーディ・Bのシングル「WAP」のミュージックビデオにカメオ出演した。
2020年12月25日、ベントンはフューチャーとパーティーネクストドアのゲスト出演を含む初の公式ミックステープ『フォー・ザ・ストリート』をリリースした 。このミックステープは総じて否定的なレビューを受け、チャートインすることはできなかった 。ベントンは、2021年 XXL年間新入生リストに選ばれた。
2023年、彼女はジョシュ・マーシャルと、インタースコープ・レコードの一部として運営されている彼のレーベル、モーグル・ビジョンと契約した。音楽活動を休止した後、同年10月にシングル「Hood Bitch Aesthetic」をリリース。 翌月、彼女はラッパーのセクシー・レッドの「ホッテスト・フッド・プリンセス」ツアーに参加した。